# Torridon Hills
Els Torridon Hills són uns turons que envolten el poble de Torridon al nord-oest dels Highlands d'Escòcia. El nom és normalment aplicat a les muntanyes del nord de Glen Torridon. Són entre els cims més dramàtics i espectaculars de les Illes Britàniques i els formen algunes de les roques més velles del món. Molts són per damunt dels 3000 peus d'alt (1100 m.), així que són considerats Munros.

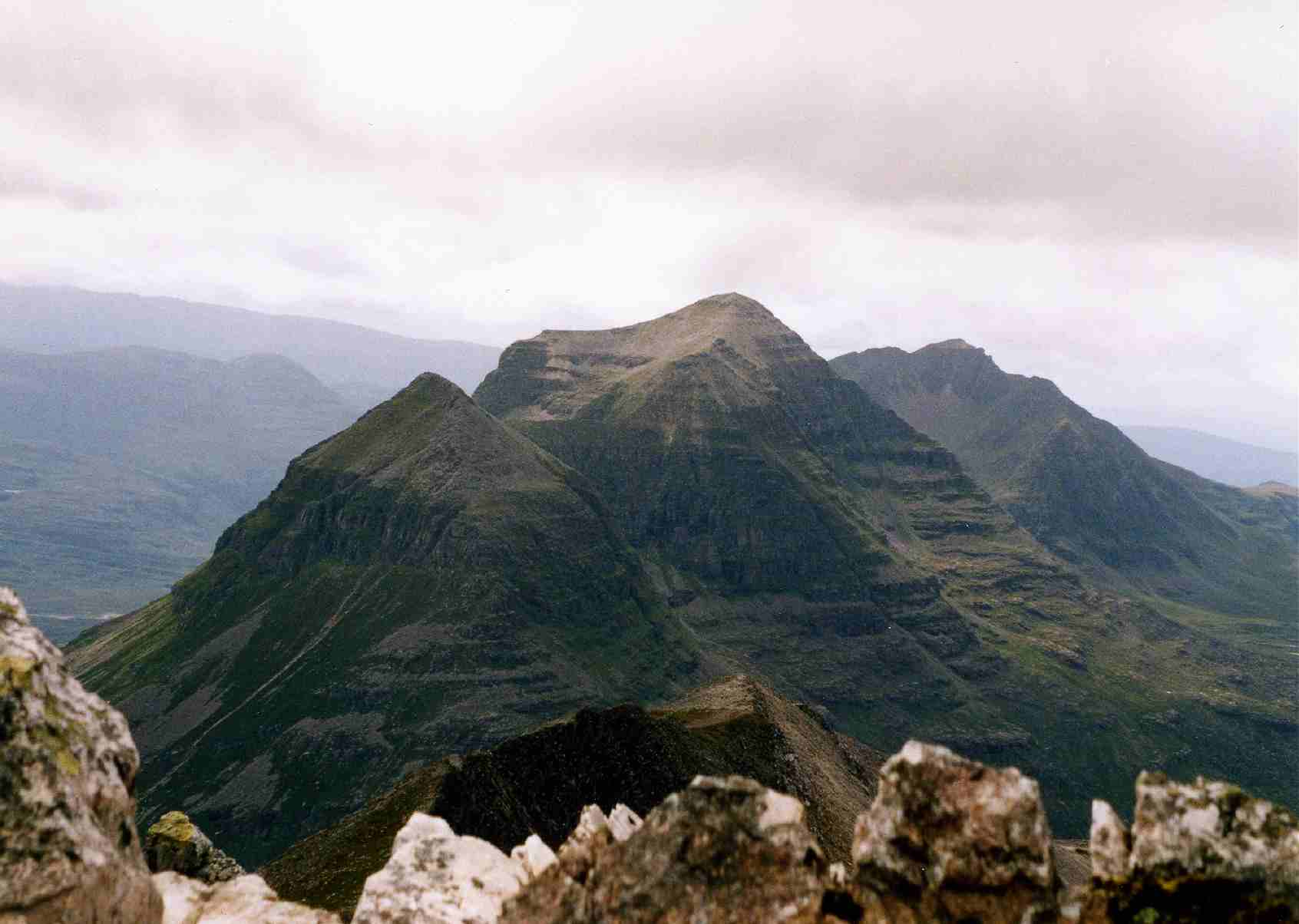
Liathach vist de Beinn Eighe. Amb el Munro To of Stuc a' Choire Dhuibh Bhig (915 metres).

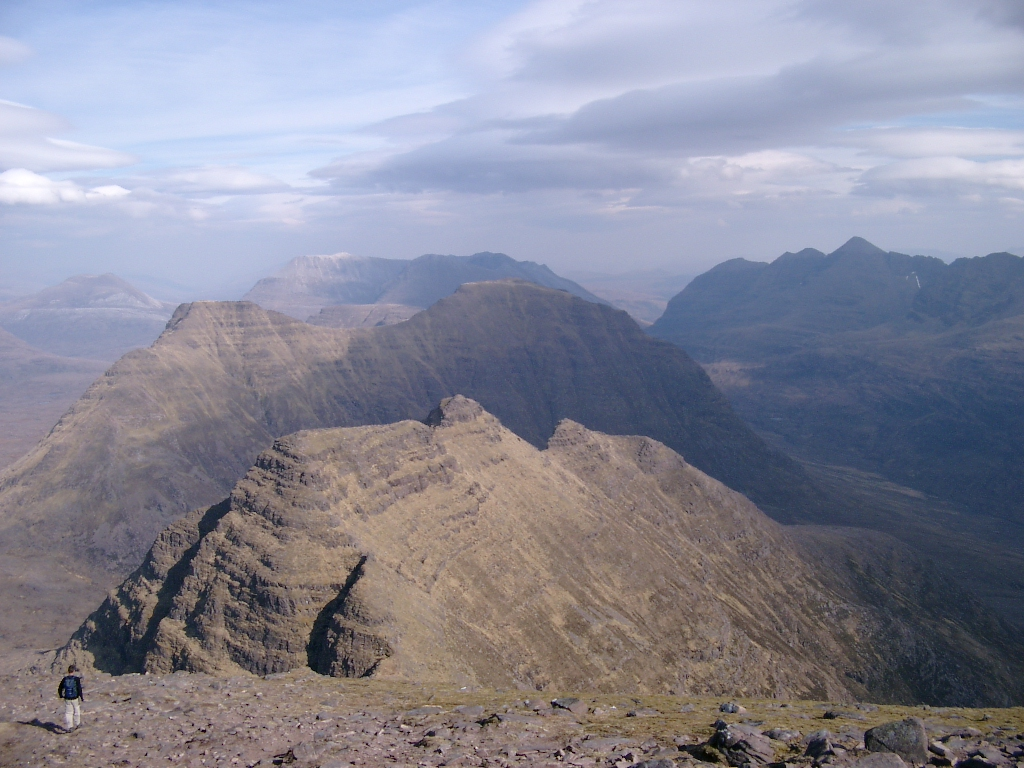
Vista de Sgurr Mhòr sobre "the Horns"

## Tipus de roques
Aquests estan fets principalment d'un tipus de pedra arenisca, conegut com a arenisca torridoniana o Torridonian marès, que amb el temps s'ha convertit en erosionada per produir les característiques úniques dels turons de Torridon. En geologia, Torridonian descriu una sèrie de roques sedimentàries arenisques proterozoiques precambrianes. Estan entre les roques més antigues de Gran Bretanya, i s'assenten a sobre d'unes roques encara més velles, gneis Lewisian. Alguns dels cims més alts, com Beinn Eighe són coronats per quarsites blanques d'època cambriana, que dona aquests pics un aspecte distintiu. Algunes de la quarsita contenen caus fossilitzades de cucs i coneguts com a tubs de roca. Es calcula al voltant de 500 milions d'anys d'antiguitat. Els estrats són en gran part horitzontal, i s'han resistit en terrasses a les muntanyes.
Sovint els Torridon Hills estan molt separats uns dels altres, i sovint s'assemblen als castells. Tenen als costats terrasses costerudes, i les crestes de la cimera trencats, estripats en molts pinacles. Hi ha nombrosos barrancs escarpats corrent pels costats en terrasses des dels cims. Les crestes proporcionen una excel·lent zona per scrambling, i són populars entre els senderistes i muntanyencs. No obstant això, com moltes rutes d'aquestes característiques, hi ha pocs punts d'escapament, així que un cop començat, s'ha de completar tota la cresta abans del descens.

## Cims importants
Generalment només es consideren només aquells turons al nord de Glen Torridon. Específicament, aquests són:
- Liathach
- Beinn Eighe
- Beinn Alligin
- Beinn Dearg
- Baosbheinn

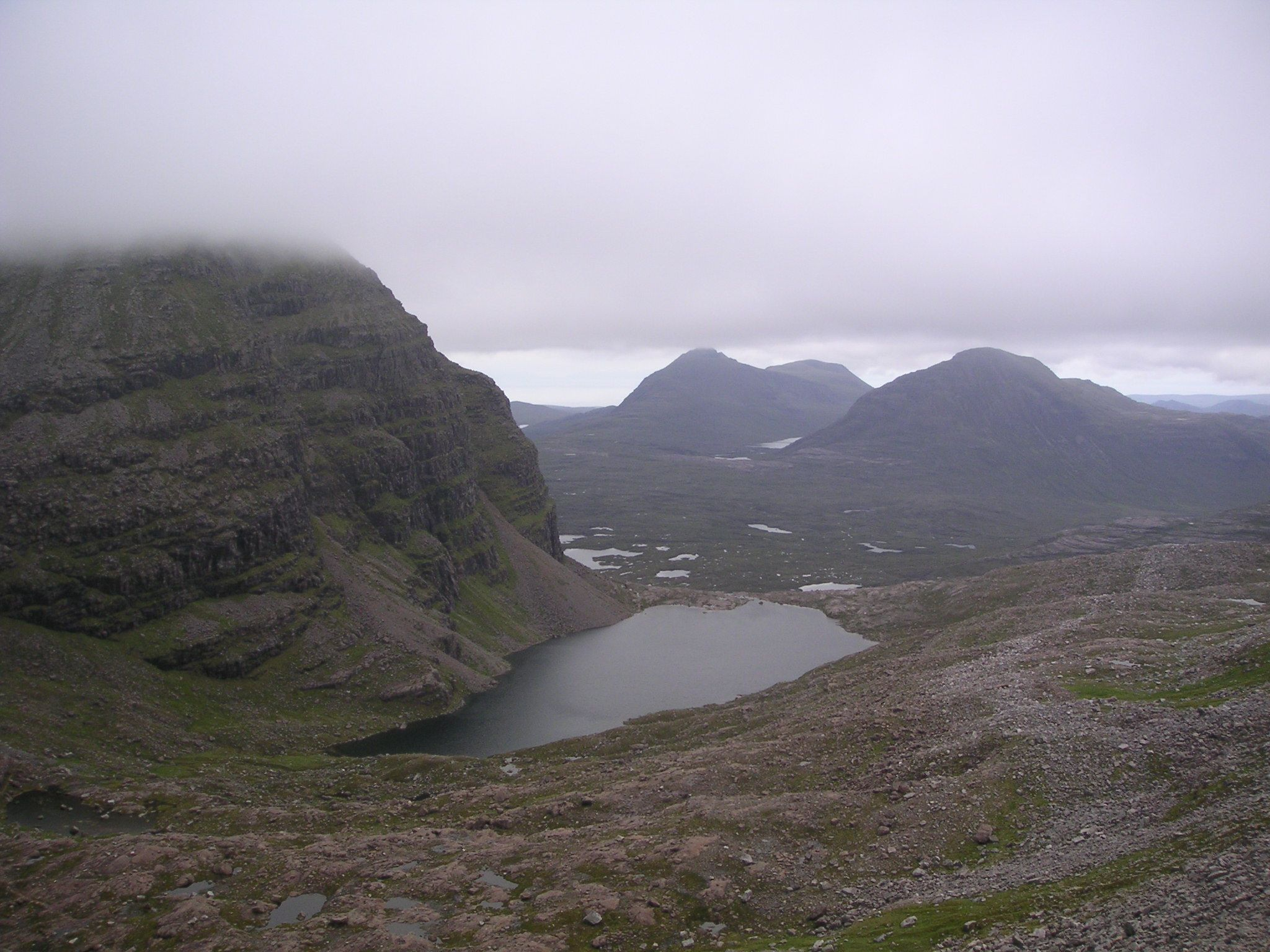
Descens del Beinn Eighe

Turons destacats entre Glen Torridon i Strath Carron :
- Beinn Liath Mhòr
- Sgorr Ruadh
- Maol Cheann-dearg
- Beinn Damh
- An Ruadh-stac
- Fuar Tholl